# Indian Wells
Pour les articles homonymes, voir Wells.
Indian Wells est une municipalité américaine située en Californie, dans la vallée de Coachella.
Elle est notamment connue comme lieu de tournois de tennis des circuits professionnels ATP Tour et WTA Tour.
Cette ville est en outre célèbre car elle possède la plus grande proportion de millionnaires des États-Unis par rapport à sa population totale.

## Géographie
Indian Wells est une ville du comté de Riverside qui se trouve dans le Sud de la Californie, une région aride puisque située en plein désert. La ville est desservie par l'aéroport international de Palm Springs.

### Climat
Le climat d'Indian Wells est très sec : les températures atteignent 40° en été et il ne pleut que 80 mm par an.
| Mois                              | jan. | fév. | mars | avril | mai | juin | jui. | août | sep. | oct. | nov. | déc. | année |
| --------------------------------- | ---- | ---- | ---- | ----- | --- | ---- | ---- | ---- | ---- | ---- | ---- | ---- | ----- |
| Température minimale moyenne (°C) | 6    | 8    | 11   | 15    | 18  | 23   | 26   | 26   | 22   | 17   | 9    | 5    | 16    |
| Température maximale moyenne (°C) | 22   | 24   | 27   | 31    | 34  | 39   | 42   | 41   | 39   | 33   | 27   | 22   | 32    |
| Précipitations (mm)               | 20   | 17   | 12   | 1,5   | 1,5 | 0,3  | 2,5  | 5,1  | 5,3  | 3    | 4,6  | 7,1  | 80    |

## Démographie
La ville d'Indian Wells a une population assez faible de moins de 5 000 habitants ; il y a 40 ans Indian Wells était encore un hameau. Les blancs représentent 96 % de la population de la ville. On trouve parmi ses habitants une grande proportion de millionnaires. L'âge médian de la population est de 63 ans en 2000, les plus de 65 ans représentant 47 % des habitants. Il y a 8 % de personnes de moins de 18 ans et 10 femmes pour 9 hommes dans la ville.
| 1970 | 1980  | 1990  | 2000  | 2010  | - |
| ---- | ----- | ----- | ----- | ----- | - |
| 760  | 1 394 | 2 647 | 3 816 | 4 958 | - |

## Activités

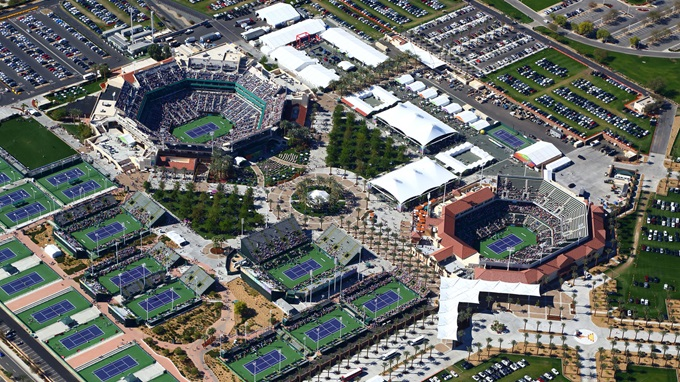
L’Indian Wells Tennis Garden en 2014

La ville est connue pour ses terrains de golf et de tennis, et ses sentiers de marche tout comme son spa.
Le Masters d'Indian Wells, tournoi important du circuit de tennis masculin a lieu chaque année depuis 1987 lors du mois de mars. En parallèle, chez les femmes il existe l'Open d'Indian Wells, sur le circuit WTA.

## Personnalités
- Tim Busch y possède une résidence secondaire,
- Bob Einstein, décédé dans la commune,
- Joanna Moore, décédée dans la commune.
- Arthur Lake, décédé dans la commune.